# قيقب أخضر
قيقب أخضر (الاسم العلمي:Acer virens) هو نوع غير مؤكد من النباتات يتبع جنس القيقب من الفصيلة الصابونية.